# Ponson
Ponson ist eine philippinische Insel in der Provinz Cebu. 
Sie gehört zur Gruppe der Camotes-Inseln in der Camotes-See und liegt vor der Hauptinsel Leyte, im Südwesten befindet sich die Nachbarinsel Poro. 
Die gesamte Insel Ponson wird von der Stadtgemeinde Pilar eingenommen.